# Hans Grodotzki
Hans Grodotzki (né le 4 avril 1936 à Preußisch Holland, province de Prusse-Orientale) est un athlète allemand spécialiste des courses de fond. 

## Carrière
Concourant sous les couleurs de l'Équipe unifiée d'Allemagne lors des Jeux olympiques d'été de 1960, à Rome, Hans Grodotzki se classe deuxième du 5 000 mètres, derrière le Néo-zélandais Murray Halberg, et obtient par ailleurs une seconde médaille d'argent dans l'épreuve du 10 000 mètres. Devancé par le Soviétique Pyotr Bolotnikov, il établit le meilleur temps de sa carrière en 28 min 37 s 0 (28 min 37 s 22 avec le chronométrage électrique).
Il se classe deuxième meilleur « performeur » mondial du 10 000 m en 1959, 1960 et 1962.

### Palmarès
| Date | Compétition     | Lieu | Résultat | Épreuve  |
| ---- | --------------- | ---- | -------- | -------- |
| 1960 | Jeux olympiques | Rome | 2e       | 5 000 m  |
| 1960 | Jeux olympiques | Rome | 2e       | 10 000 m |

### Records
| Épreuve  | Performance    | Lieu | Date             |
| -------- | -------------- | ---- | ---------------- |
| 10 000 m | 28 min 37 s 22 | Rome | 8 septembre 1960 |